# 10,35 × 20 mm
La 10,35 × 20 mm o 10,35 mm Ordinanza Italiana è una cartuccia sviluppata dalla Società Siderurgica Glisenti per la pistola da essa progettato Chamelot-Delvigne Mod. 1874 nel 1874 (per questo la cartuccia veniva anche chiamata Mod. 74). Con l'adozione di altri revolver la cartuccia subì varie modifiche che ne cambiarono anche la denominazione (Mod. 89, Mod. 99).

## Storia
Dal 1861, il Regio Esercito aveva in dotazione revolver a retrocarica francesi, i Lefaucheux Mod. 1861 (che prendevano il nome dall'armaiolo francese che li realizzò), che utilizzavano cartucce "a spillo". 
 Nonostante i notevoli pregi, i revolver a spillo furono presto superati da quelli che utilizzavano cartucce a percussione centrale. Così, all'inizio degli anni '70, si pensò di dotare il proprio esercito di una pistola adeguata ai tempi, la scelta cadde su una pistola francese a rotazione. Essa venne messa in dotazione dell'esercito italiano nel 1874, chiamata mod. 1874 "Chamelot-Delvigne" (prendendo il nome dai due armaioli che la brevettarono). Fu per questo revolver che la Glisenti progettò la cartuccia 10,35 mm Ordinanza Italiana. Da quell'anno la cartuccia rimase sostanzialmente immutata fino al 1889. 
 Nel 1889 si decise di adottare una nuova pistola a rotazione, più compatta e con meccanismo semplificato: fu così che nacque la mod. 1889 "Bodeo" (dal nome del suo progettista che la brevettò). In quell'occasione si apportarono anche alcune modifiche alla cartuccia, intercambiabile con la precedente, che assunse la denominazione 10,35 mm Mod. 89. Un nuovo cambiamento avvenne nel 1899 prendendo la denominazione di Mod. 99.
 Nel 1916 fu sviluppato un nuovo revolver, il Tettoni Mod. 1916, anch'esso utilizzava la cartuccia 10,35 mm. ordinanza italiana.
Le munizioni calibro 10,35 mm ordinanza italiana vengono prodotte ancora oggi dalla ditta Fiocchi. (A febbraio 2020 risulta che la Fiocchi abbia interrotto produzione e distribuzione).
Questa munizione (e relativo revolver) è quella utilizzata dall'assassino in "Brennero", la serie televisiva girata in Alto Adige, in cui il killer uccide con un'arma datata alla prima guerra mondiale ed alla relativa lotta contro gli austriaci, per uccidere con un'arma italiana gli alto atesini di lingua tedesca, anche se in una delle scene iniziali carica incongruamente l'arma con cartucce cal.22 LR.

## Dettagli tecnici

### Mod. 74
Il Mod.74 è il primo modello della cartuccia, concepito per il Glisenti mod. 1874. La palla era in piombo pesante 11,0 g e lunga 7,58 mm (.298 in ). Il bossolo era prodotto in tombacco, poi ottone, con innesco a percussione centrale Boxer e lungo 19,95 mm (.785 in). La carica si componeva di 1,10 g (17 gr) di polvere nera a grana fine. La lunghezza totale equivaleva a 30,13 mm (1.186 in). Il peso totale era di 11,6 g (180 gr).

### Mod. 89
Con l'avvento del revolver mod. 1889, a seguito della ratificazione della Convenzione di Ginevra fu abbandonata la palla completamente in piombo, considerata espansiva, per adottare la palla blindata (palla in ottone con anima in piombo). L'innesco diventò un Berdan ed il bossolo diventò più lungo. Questo nuovo modello venne ufficialmente denominato Mod.89.

### Mod. 99
Successivamente la polvere nera venne sostituita da 0,55 g di balistite. In questa cartuccia viene anche inserito nello spazio vuoto tra la palla e la polvere uno stoppaccio di stoffa idrofila (chiamato borra), che ha lo scopo di evitare la dispersione dei gas che si sprigionano con lo scoppio. Anche in questo caso l'innesco è Berdan, ma sia il bossolo che la cartuccia sono più corti.